# Уна Меркел
Уна Меркел (англ. Una Merkel; 10 грудня 1903, Ковінгтон, Кентуккі — 2 січня 1986, Лос-Анджелес) — американська акторка. Удостоєна зірки на Голлівудській алеї слави.

## Життєпис
Народилася в місті Ковінгтон, штат Кентуккі 10 грудня 1903 року. Стати акторкою їй допомогла схожість з Ліліан Гіш. Почала дублеркою знаменитої акторки у фільмі «Водоспад життя» в 1920 році. Через кілька років вже мала власні ролі в німих фільмах. Але за часів німого кіно вона не досягла популярності як кіноакторка і більшою мірою грала на театральних сценах Бродвею.
Популярність до Уни Меркел прийшла з початком ери звукового кіно. У 1932 році вона підписала контракт з «MGM» і наступні 6 років роботи на цій студії грала до 12 кіноролей на рік. Вона знялася в багатьох знаменитих фільмах того часу, включаючи «42-га вулиця» (1933), «Весела вдова» (1934), «Саратога» (1937) і «Закон Дестро» (1939). У більшості виконувала другорядні ролі, наприклад подруг головних героїнь у виконанні Джин Гарлоу, Лоретти Янг і Дороті Ламур.
У 1932 році одружилася з Рональдом Бурлос, розлучилася в 1945 році.
Кінокар'єра Уни Меркел пішла на спад до кінця 1940-х. Вона продовжувала зніматися, але в помітно меншій кількості фільмів. В цей же час вона стала більше з'являтися на театральній сцені, а в 1956 році стала володаркою премії «Тоні» за роль у бродвейській постановці «Сімейка Пондер».
Уна Меркел знову привернула до себе увагу в 1961 році після виконання ролі місіс Вайнміллер у фільмі «Літо і дим», за яку вона була номінована на «Оскар» як найкраща акторка другого плану. Останньою її кінороллю стала Віолет Ранлі у фільмі Елвіса Преслі «Вихідні в Каліфорнії» в 1966 році. За внесок в кіноідустрії США була удостоєна зірки на Голлівудській алеї слави.
Уна Меркел померла в Лос-Анджелесі 2 січня 1986 року в 82-річному віці.

## Вибрана фільмографія
- 1930 — «Авраам Лінкольн» / Abraham Lincoln  — Енн Рутледж
- 1930 — «Шепіт кажана» — Дейл Ван Гордер
- 1931 — «Приватне життя» — Сівіл Чейз
- 1932 — «Рудоволоса бестія» — Селлі
- 1933 — «Меню» — місіс Омськ
- 1933 — «Білява бомба» — Мак
- 1933 — «Свист у темряві» — Тобі ван Барен
- 1933 — «42-га вулиця» — Лоррейн Флемінг
- 1933 — «Бродвей в Голлівуді» — епізодична роль
- 1933 — «Возз'єднання у Відні» — Ільса Гінріч
- 1934 — «Котяча лапа» — Пат Пратт
- 1935 — «Це витає в повітрі» — Еліс Лейн Черчилль
- 1935 — «Убивство на флоті» — «Тутс» Тіммонс
- 1936 — «Народжена танцювати» — Дженні Сакс
- 1937 — «Саратога» — Фріці
- 1952 — «Весела вдова» — Кітті Райлі
- 1961 — «Пастка для батьків» — Вербена